# Canton de Carcassonne-3
Le canton de Carcassonne-3 est une circonscription électorale française du département de l'Aude créée par le décret du 13 juillet 1973.
À la suite du redécoupage cantonal de 2014, les limites territoriales du canton sont remaniées.

## Histoire
Le canton est créé en 1973 par scission du canton de Carcassonne-Ouest. Les limites sont modifiées en 1997 lors de la création des cantons de Carcassonne-Nord et Carcassonne-Sud.
Un nouveau découpage territorial de l'Aude entre en vigueur en mars 2015, défini par le décret du 21 février 2014, en application des lois du 17 mai 2013 (loi organique 2013-402 et loi 2013-403). Les conseillers départementaux sont, à compter de ces élections, élus au scrutin majoritaire binominal mixte. Les électeurs de chaque canton élisent au Conseil départemental, nouvelle appellation du Conseil général, deux membres de sexe différent, qui se présentent en binôme de candidats. Les conseillers départementaux sont élus pour six ans au scrutin binominal majoritaire à deux tours, l'accès au second tour nécessitant 12,5 % des inscrits au premier tour. En outre la totalité des conseillers départementaux est renouvelée. Ce nouveau mode de scrutin nécessite un redécoupage des cantons dont le nombre est divisé par deux avec arrondi à l'unité impaire supérieure si ce nombre n'est pas entier impair, assorti de conditions de seuils minimaux. Dans l'Aude, le nombre de cantons passe ainsi de 35 à 19.

## Représentation

### Représentation avant 2015
| Période | Période          | Identité        | Étiquette | Qualité                                                               |
| ------- | ---------------- | --------------- | --------- | --------------------------------------------------------------------- |
| 1973    | 1981 (décès)     | Antoine Gayraud | PS        | Pharmacien Député (1973-1978) Maire de Carcassonne (1968-1981)        |
| 1981    | 1982             | Pierre Moffre   | PCF       | Retraité de la Sécurité sociale                                       |
| 1982    | 1993 (démission) | Raymond Chesa   | RPR       | Enseignant Maire de Carcassonne 1983-2006 Député européen (1994-1999) |
| 1993    | 2015             | Pierre Sarcos   | UMP       | Pharmacien                                                            |

### Représentation depuis 2015
| Période élective | Période élective | Mandat | Mandat   | Identité        | Nuance | Nuance | Qualité                                                                  |
| ---------------- | ---------------- | ------ | -------- | --------------- | ------ | ------ | ------------------------------------------------------------------------ |
| 2015             | 2021             | 2015   | 2021     | Slone Gautier   |        | PS     | Enseignante retraitée, Conseillère municipale de Carcassonne (2009-2014) |
| 2015             | 2021             | 2015   | 2021     | Jean-Noël Lloze |        | PS     | Travailleur social, Conseiller municipal de Carcassonne (2009-2014)      |
| 2021             | 2028             | 2021   | en cours | Maria Conquet   |        | PS     | Responsable de la communication dans un EPCI, Carcassonne                |
| 2021             | 2028             | 2021   | en cours | Daniel Dedies   |        | EELV   | Ingénieur, expert en énergies renouvelables, Carcassonne                 |

### Résultats détaillés

#### Élections de mars 2015
À l'issue du 1er tour des élections départementales de 2015, deux binômes sont en ballottage : Jocelyne Boucly et Grégory Ferrie (FN, 37,44 %) et Slone Gautier et Jean-Noël Lloze (PS, 26,21 %). Le taux de participation est de 56,25 % (7 915 votants sur 14 071 inscrits) contre 57,46 % au niveau départemental et 50,17 % au niveau national.
Au second tour, Slone Gautier et Jean-Noël Lloze (PS) sont élus avec 51,94 % des suffrages exprimés et un taux de participation de 59,51 % (3 861 voix pour 8 374 votants et 14 072 inscrits).

#### Élections de juin 2021
Le premier tour des élections départementales de 2021 est marqué par un très faible taux de participation (33,26 % au niveau national). Dans le canton de Carcassonne-3, ce taux de participation est de 36,23 % (5 119 votants sur 14 129 inscrits) contre 39,73 % au niveau départemental. À l'issue de ce premier tour, deux binômes sont en ballottage : Maria Conquet et Daniel Dedies (Union à gauche avec des écologistes, 41,52 %) et Sonia Aumar et Maxime Bot (RN, 32,56 %).
Le second tour des élections est marqué une nouvelle fois par une abstention massive équivalente au premier tour. Les taux de participation sont de 34,3 % au niveau national, 39,98 % dans le département et 37,72 % dans le canton de Carcassonne-3. Maria Conquet et Daniel Dedies (Union à gauche avec des écologistes) sont élus avec 60,65 % des suffrages exprimés (2 910 voix pour 5 331 votants et 14 133 inscrits),,. 

## Composition

### Composition avant 2015

Situation du canton de Carcassonne-3 dans le département de l'Aude avant 2015.

Le canton de Carcassonne-3 était constitué d'une fraction de la commune de Carcassonne.

### Composition depuis 2015
| Nom                                 | Code Insee | Intercommunalité     | Superficie (km2) | Population (dernière pop. légale)                | Densité (hab./km2) | Modifier                                    |
| ----------------------------------- | ---------- | -------------------- | ---------------- | ------------------------------------------------ | ------------------ | ------------------------------------------- |
| Carcassonne (bureau centralisateur) | 11069      | CA Carcassonne Agglo | 65,08            | Fraction : 17 336 (2022) Commune : 46 429 (2022) | 713                | modifier les données · modifier les données |
| Alairac                             | 11005      | CA Carcassonne Agglo | 16,37            | 1 389 (2022)                                     | 85                 | modifier les données · modifier les données |
| Lavalette                           | 11199      | CA Carcassonne Agglo | 6,55             | 1 572 (2022)                                     | 240                | modifier les données · modifier les données |
| Montclar                            | 11242      | CA Carcassonne Agglo | 11,31            | 177 (2022)                                       | 16                 | modifier les données · modifier les données |
| Preixan                             | 11299      | CA Carcassonne Agglo | 8,56             | 637 (2022)                                       | 74                 | modifier les données · modifier les données |
| Rouffiac-d'Aude                     | 11325      | CA Carcassonne Agglo | 5,24             | 493 (2022)                                       | 94                 | modifier les données · modifier les données |
| Roullens                            | 11327      | CA Carcassonne Agglo | 7,89             | 581 (2022)                                       | 74                 | modifier les données · modifier les données |
| Canton de Carcassonne-3             | 1104       |                      |                  | 22 185 (2022)                                    |                    | modifier les données                        |

Le canton de Carcassonne-3 comprend :
1. Six communes entières ;
2. La partie de la commune de Carcassonne non comprise dans les cantons de Carcassonne-1 et de Carcassonne-2.

Les quartiers de Carcassonne qui sont inclus dans le canton : 
Saint-Jacques, Le Viguier, Grèzes et Salvaza

## Démographie

### Démographie avant 2015
| 1975 | 1982 | 1990   | 1999   | 2006   | 2011   | 2012   |
| ---- | ---- | ------ | ------ | ------ | ------ | ------ |
| -    | -    | 11 726 | 11 030 | 11 845 | 11 864 | 11 846 |

### Démographie depuis 2015
En 2022, le canton comptait 22 185 habitants, en évolution de +2,74 % par rapport à 2016 (Aude : +2,65 %, France hors Mayotte : +2,11 %).
| 2013   | 2018   | 2022   |
| ------ | ------ | ------ |
| 21 716 | 21 726 | 22 185 |